# جيمس ألان (لاعب كرة قدم)
جيمس ألان (بالإنجليزية: James Allan)‏ (1 يناير 1866 في المملكة المتحدة - 4 نوفمبر 1945 في المملكة المتحدة) هو لاعب كرة قدم بريطاني (وحمل سابقاً جنسية المملكة المتحدة لبريطانيا العظمى وأيرلندا) في مركز الهجوم. شارك مع منتخب اسكتلندا لكرة القدم. أما مع النوادي، فقد لعب مع نادي كوينز بارك.

## وصلات خارجية
- جيمس ألان على موقع الاتحاد الإسكتلندي (الإنجليزية)